# Wojciech Szewczyk
Wojciech Szewczyk (* 1. September 1994) ist ein polnischer Poolbillardspieler.

## Karriere
Wojciech Szewczyk begann 2004 mit dem Billardspielen. Bei Jugendeuropameisterschaften gewann er insgesamt zehn Medaillen in Einzelwettbewerben. 2008 wurde er bei den Schülern Vizeeuropameister im 8-Ball, 2009 in den Disziplinen 8-Ball und 14/1 endlos. 2010 wurde er durch einen Finalsieg gegen Finn Eschment Schülereuropameister im 8-Ball und Vizeeuropameister im 10-Ball. 2011 wurde er, jeweils im Finale gegen Lars Kuckherm, Junioreneuropameister im 9-Ball und Vizeeuropameister im 8-Ball. Zudem wurde er 2011 mit der polnischen Juniorenmannschaft Europameister. 2012 gewann er bei den Junioren die Bronzemedaillen in den Disziplinen 14/1 endlos, 10-Ball und 8-Ball.
Im Dezember 2010 gewann er mit dem dritten Platz im 9-Ball seine erste Medaille bei der polnischen Meisterschaft der Herren. Im Mai 2012 erreichte er bei den Austria Open, bei seiner achten Turnierteilnahme auf der Euro-Tour erstmals die Finalrunde. Nach Siegen gegen Florian Hammer, Karlo Dalmatin, Artem Koschowyj und Nicolas Ottermann zog er schließlich ins Finale ein, in dem er dem Griechen Nikos Ekonomopoulos mit 4:9 unterlag. 2012 wurde er zudem erstmals zum World Pool Masters eingeladen. Bei dem im Oktober 2012 in Kielce stattfindenden Turnier erreichte er nach einem Sieg gegen Ko Pin-yi das Viertelfinale, in dem er gegen den Niederländer Nick van den Berg ausschied.
Bei der polnischen Meisterschaft 2013 schaffte er beim 9-Ball-Wettbewerb erstmals ins Finale, in dem er sich jedoch Marek Kudlik mit 7:9 geschlagen geben musste. 2014 erreichte er auf der Euro-Tour das Achtelfinale der Austria Open und das Viertelfinale der Dutch Open. Bei den Austrian Open 2015 schied er im Viertelfinale gegen den damaligen 9-Ball-Europameister Francisco Díaz-Pizarro aus. Im September 2015 nahm Szewczyk erstmals an der 9-Ball-Weltmeisterschaft teil und schaffte es dort ins Viertelfinale, in dem er jedoch mit 5:11 gegen den Taiwaner Ko Ping-chung verlor. Bei der 9-Ball-WM 2016 schied er in der Runde der letzten 64 gegen Ko Ping-chung aus. Wenige Tage später gewann er bei den Albanian Open 2016 seine zweite Euro-Tour-Medaille, nachdem er im Halbfinale gegen den späteren Turniersieger Mateusz Śniegocki verloren hatte. Auch beim darauffolgenden Euro-Tour-Turnier, den Dutch Open 2016, schied er im Halbfinale gegen den späteren Sieger aus, gegen Niels Feijen.
Beim World Cup of Pool war Szewczyk bislang zweimal Teil der polnischen Mannschaft. 2012 erreichte er gemeinsam mit Karol Skowerski das Finale, in dem sie mit 8:10 gegen die Finnen Mika Immonen und Petri Makkonen verloren. 2015 bildete er mit Mateusz Śniegocki das polnische Team, das im Achtelfinale gegen die späteren Turniersieger Ko Pin-yi und Chang Yu-lung aus Taiwan ausschied.

## Erfolge
| 8-Ball-Schülereuropameister:  | 2010 |
| 9-Ball-Junioreneuropameister: | 2011 |